# 1966-os magyar atlétikai bajnokság
Az 1966-os magyar atlétikai bajnokság a 71. bajnokság volt.

## Eredmények

### Férfiak
| Versenyszám                        | Arany                                                                                       | Arany      | Ezüst                                                                                | Ezüst      | Bronz                                                                               | Bronz     |
| ---------------------------------- | ------------------------------------------------------------------------------------------- | ---------- | ------------------------------------------------------------------------------------ | ---------- | ----------------------------------------------------------------------------------- | --------- |
| 100 m                              | Mihályfi László BEAC                                                                        | 10,6       | Rábai Gyula Újpesti Dózsa                                                            | 10,7       | Hajdú Lajos TFSE                                                                    | 10,8      |
| 200 m                              | Mihályfi László BEAC                                                                        | 21,3       | Istóczky József Újpesti Dózsa                                                        | 21,5       | Gyulai István Bp. Honvéd                                                            | 21,5      |
| 400 m                              | Gyulai István Bp. Honvéd                                                                    | 48,2       | Bátori István Csepel SC                                                              | 48,3       | Horváth László Újpesti Dózsa                                                        | 48,8      |
| 800 m                              | Stoll Lóránd DVTK                                                                           | 1:51,2     | Kiss Géza Bp. Spartacus                                                              | 1:52,8     | Kapás Géza Bp. Honvéd                                                               | 1:53,5    |
| 1500 m                             | Jóny István Bp. Honvéd                                                                      | 3:47,0     | Kiss György Győri Dózsa                                                              | 3:47,3     | Kiss István Bp. Honvéd                                                              | 3:49,9    |
| 5000 m                             | Mecser Lajos Salgótarjánia BTC                                                              | 13:59,8    | Kiss György Győri Dózsa                                                              | 14:01,6    | Kiss István Bp. Honvéd                                                              | 14:02,0   |
| 10 000 m június 18.                | Mecser Lajos Salgótarjáni BTC                                                               | 29:15,8    | Sütő József Bp. Vasas                                                                | 29:19,8    | Szerényi János Bp. Vasas                                                            | 29:36,6   |
| 4 × 100 m október 1–2.             | Petrovich Péter Kalocsai Henrik Gyulai István Kiss Ferenc Bp. Honvéd                        | 41,6       | Rozsnyai Huba Péter Zoltán Mélykuti Béla Rádi László Bp. Spartacus                   | 42,1       | Földessy József Rózsa István Nyiri Béla Mátravölgyi Béla MTK                        | 42,2      |
| 4 × 200 m                          | Zászló Zsolt Horváth László Rábai Gyula Istóczky József Újpesti Dózsa                       | 1:27,0     | Jeszenői Endre Papp Attila Vértessy Miklós Nemesházi Imre Bp. Vasas                  | 1:28,5     | Hossala József Bakai József Bátori István Hegyi László Csepel SC                    | 1:29,2    |
| 4 × 400 m                          | Istóczky József Ringhoffer Zsolt Nagy Imre Nagy László Újpesti Dózsa                        | 3:15,3     | Jeszenői Endre Papp Attila Vértessy Miklós Nemesházi Imre Bp. Vasas                  | 3:17,3     | Kapás Géza Kárpáti Béla Nyíregyházi György Gyulai István Bp. Honvéd                 | 3:18,9    |
| 4 × 800 m                          | Máthé Sándor Ringhoffer Zsolt Benkő János Nagy Imre Újpesti Dózsa                           | 7:42,0     | Török János Bartyik László Kárpáti Béla Kapás Géza Bp. Honvéd                        | 7:42,8     | Déri Ervin Farkas Jüllich Károly Kiss Bp. Spartacus                                 | 7:46,8    |
| 4 × 1500 m                         | Szabó János Jóny István Kiss István Magyar Károly Bp. Honvéd A                              | 15:44,4    | Szentiványi Gergely Benedek László Szerényi János Németh Balázs Bp. Vasas            | 15:57,4    | Török János Spányi Sipos László Bartyik László Bp. Honvéd B                         | 16:15,8   |
| 110 m gát                          | Mélykuti Béla Bp. Spartacus                                                                 | 14,8       | Milassin Lóránd Bp. Honvéd                                                           | 14,9       | Szabó Miklós Szekszárdi Dózsa                                                       | 15,0      |
| 400 m gát                          | Oros Ferenc Szolnoki MÁV                                                                    | 53,2       | Vértessy Miklós Bp. Vasas                                                            | 53,4       | Benkő János Újpesti Dózsa                                                           | 53,7      |
| 3000 m akadály                     | Jóny István Bp. Honvéd                                                                      | 8:52,8     | Mácsár József Bp. Vörös Meteor                                                       | 8:54,4     | Máthé Sándor Újpesti Dózsa                                                          | 8:54,8    |
| 20 km gyaloglás június 19.         | Göri István Debreceni EAC                                                                   | 1:35:43,8  | Dinesz Béla Bp. Postás                                                               | 1:36:44,6  | Havasi István Bp. Postás                                                            | 1:38:18,2 |
| 50 km gyaloglás október 23.        | Havasi István Bp. Postás                                                                    | 4:27:54,6  | Dinesz Béla Bp. Postás                                                               | 4:40:04,6  | Göri István Debreceni EAC                                                           | 4:48:06,2 |
| magasugrás                         | Medovárszky János Békéscsabai Dózsa                                                         | 200 cm     | Krasovecz Ferenc BEAC                                                                | 200 cm     | Noszály Sándor Bp. Honvéd                                                           | 200 cm    |
| távolugrás                         | Kalocsai Henrik Bp. Honvéd                                                                  | 768 cm     | Margitics Béla Újpesti Dózsa                                                         | 758 cm     | Hossala József Csepel SC                                                            | 754 cm    |
| hármasugrás                        | Dragan Ivanov Vasas                                                                         | 16,14 m    | Cziffra Zoltán Bp. Honvéd                                                            | 15,51 m    | Kalocsai Henrik Bp. Honvéd                                                          | 15,43 m   |
| rúdugrás                           | Miskei János Bp. Honvéd                                                                     | 450 cm     | Gagyi Endre Bp. Vasas                                                                | 450 cm     | Hubai Gyula Bp. Honvéd                                                              | 440 cm    |
| súlylökés                          | Varjú Vilmos VM KÖZÉRT                                                                      | 19,13 m    | Fejér Géza Bp. Honvéd                                                                | 17,96 m    | Nagy Zsigmond Bp. Vasas                                                             | 16,86 m   |
| diszkoszvetés                      | Fejér Géza Bp. Honvéd                                                                       | 55,92 m    | Faragó János Miskolci EAFC                                                           | 52,72 m    | Murányi János MAFC                                                                  | 48,84 m   |
| gerelyhajítás                      | Kulcsár Gergely Bp. Építők                                                                  | 79,08 m    | Németh Miklós TFSE                                                                   | 75,70 m    | Krasznai Sándor Újpesti Dózsa                                                       | 72,58 m   |
| kalapácsvetés                      | Zsivótzky Gyula Újpesti Dózsa                                                               | 66,72 m    | Eckschmiedt Sándor Újpesti Dózsa                                                     | 66,10 m    | Varga Sándor Bp. Spartacus                                                          | 62,56 m   |
| tízpróba július 2–3.               | Bakai József Csepel                                                                         | 7537       | Hubai Gyula Bp. Honvéd                                                               | 7038       | Czabán Dániel Bp. Honvéd                                                            | 6938      |
| maraton július 24.                 | Tóth Gyula Ózdi Kohász                                                                      | 2:22:44,6  | Tormássi Attila Csepel SC                                                            | 2:23:04,0  | Pintér János Bp. Spartacus                                                          | 2:25:43,0 |
| mezei futás április 11.            | Mecser Lajos Salgótarjáni BTC                                                               | 30:03,8    | Szerényi János Bp. Vasas                                                             | 30:08,8    | Pintér János Bp. Spartacus                                                          | 30:21,0   |
| kis mezei futás (4 km) április 11. | Jóny István Bp. Honvéd                                                                      | 11:28,6    | Kiss István Bp. Honvéd                                                               | 11:30,6    | Magyar Károly Bp. Honvéd                                                            | 11:32,4   |
| csapat 5000 m október 2.           | Kiss István Magyar Károly Szabó János Jóny István Szpodnyi Ferenc Bp. Honvéd                | 27         | Szerényi János Szentiványi Gergely Sovák János Szekeres Béla Németh Balázs Bp. Vasas | 40         | Kleckner László Ladányi Tibor Ruzicska Zoltán Borsos Kiss Bp. Vasas Izzó            | 82        |
| csapat 20 km gyaloglás június 19.  | Antal Andor Novák András Jáksó Ottó Szegedi VSE                                             | 5:04:27,6  | Dinesz Béla Havasi István Bp. Postás                                                 | 5:04:38,6  | Dalmati János Bp. Honvéd                                                            | 5:24:27,8 |
| csapat 50 km gyaloglás október 23. | Havasi István Dinesz Béla Stefanik Pál Bp. Postás                                           | 14:06:54,8 | Szabó János Nagy Géza Juhász Sándor Tatabányai Bányász                               | 15:56:35,8 |                                                                                     |           |
| csapat maraton július 24.          | Pintér János Kun István Schneider Mihály Bp. Spartacus                                      | 7:55:14,4  | Huszár János Novák András Sárkány István Szegedi VSE                                 | 8:20:38,4  | Szabó János Schiller Tivadar Nagy Géza Tatabányai Bányász                           | 8:26:20,0 |
| csapat magasugrás május 7–8.       | Noszály Sándor Krasznai Tivadar Hubai Gyula Hámori Imre Senkei János Bp. Honvéd             | 189,8 cm   | Kovács Nimród Szepesi Ádám Skoumal András Láng Gyula Nyerges Mihály TFSE             | 187,8 cm   | Hossala József Szórád Péter Bakai József Szabados Lajos Hegyi László Csepel SC      | 184,2 cm  |
| csapat távolugrás                  | Hámori Imre Dékány Lajos Kalocsai Henrik Danyi József Kovács Tibor Bp. Honvéd               | 676,6 cm   | Hossala József Szórád Péter Bakai József Hegyi László Szabados Lajos Csepel SC       | 669,8 cm   | Margitics Béla Füzessi Ede Zászló Zsolt Czapalai Gyula Takács Béla Újpesti Dózsa    | 656,4 cm  |
| csapat hármasugrás                 | Cziffra Zoltán Kalocsai Henrik Dékány Lajos Bőze Attila Pető Sándor Bp. Honvéd              | 14,456 m   | Füzessi Ede Takács Béla Czapalai Gyula Tomaj László Zászló Zsolt Újpesti Dózsa       | 13,836 m   | Ivanov Dragan Levelesi Andor Horváth Török István Sebestyén Sándor Bp. Vasas        | 13,704 m  |
| csapat rúdugrás                    | Miskei János Vászoly József Hubai Gyula Czabán Dániel Ruján Pál Bp. Honvéd                  | 402,0 cm   | Schulek Ágoston Gagyi Endre Skoumal András Nagy Máté István TFSE                     | 380,0 cm   | Tamás István Horváth Tamás Kalmár Mihály Jóboru Jenő Tóth Tibor Bp. Spartacus       | 366,0 cm  |
| csapat súlylökés                   | Fejér Géza Sasvári Sándor Szécsényi József Dorogi Pál Hubai Gyula Bp. Honvéd                | 14,984 m   | Nagy Zsigmond Teveli Mihály Saskői Alfonz Mecseki Attila Klics Ferenc Bp. Vasas      | 14,050 m   | Varjú Vilmos Simkó László Hanzlik Varga Majoros VM KÖZÉRT                           | 13,946 m  |
| csapat diszkoszvetés               | Fejér Géza Szécsényi József Kivágó István Hubai Gyula Czabán Dániel Bp. Honvéd              | 46,600 m   | Klics Ferenc Teveli Mihály Nagy Zsigmond Saskői Alfonz Szegletes Ferenc Bp. Vasas    | 44,928 m   | Kövesdi Ferenc Zsivótzky Gyula Hantos Balázs Zarubai Iván Sik József Újpesti Dózsa  | 42,680 m  |
| csapat gerelyhajítás               | Gál József Lukács János Domán Gábor Füredi Ferenc Wéber Ádám Pécsi VSK                      | 62,184 m   | Krasznai Sándor Zarubai Iván Abaházi István Boros Sándor Szalai Károly Újpesti Dózsa | 59,484 m   | Németh Miklós Csík József Makszim Mátyás Pungor Miklós Erdélyi György TFSE          | 58,176 m  |
| csapat kalapácsvetés               | Zsivótzky Gyula Eckschmiedt Sándor Katics Kálmán Csatári László Pirisi Károly Újpesti Dózsa | 55,392 m   | Kapcsos Lajos Mecseki Attila Németh Miklós Ispán Ádám Bp. Vasas                      | 50,004 m   | Fejér Géza Gremsperger Attila Kovács Zoltán Szécsényi József Kivágó Iván Bp. Honvéd | 47,812 m  |
| csapat mezei futás április 11.     | Szerényi János Sütő József Sovák János Vasas SC                                             | 13         | Pintér János Simon Dénes Kun István Bp. Spartacus                                    | 23         | Mecser Lajos Hertelendi Béla Hegyi Gyula Salgótarjáni Bányász                       | 33        |
| csapat kis mezei futás április 11. | Jóny István Kiss István Magyar Károly Török János Bartyik László Bp. Honvéd A               | 29         | Szentiványi Gergely Szekeres János Németh Balázs Andok Pál Tóth Bp. Vasas            | 131        | Szpodnyi Ferenc Sipos László Szabó II. Remenár József Klémann László Bp. Honvéd B   | 169       |

### Nők
| Versenyszám                    | Arany                                                                                | Arany    | Ezüst                                                                                | Ezüst    | Bronz                                                                                          | Bronz    |
| ------------------------------ | ------------------------------------------------------------------------------------ | -------- | ------------------------------------------------------------------------------------ | -------- | ---------------------------------------------------------------------------------------------- | -------- |
| 100 m                          | Kovács Annamária Bp. Honvéd                                                          | 12,0     | Bartos Lászlóné Újpesti Dózsa                                                        | 12,0     | Nemesházi Imréné Bp. Vasas                                                                     | 12,0     |
| 200 m                          | Heldt Erzsébet Újpesti Dózsa                                                         | 24,4     | Kovács Annamária Bp. Honvéd                                                          | 24,6     | Such Ida BVSC                                                                                  | 24,8     |
| 400 m                          | Nagy Zsuzsa BEAC                                                                     | 55,8     | Munkácsi Antónia Bp. Vasas Izzó                                                      | 56,7     | Gulyás Erzsébet BEAC                                                                           | 59,1     |
| 800 m                          | Nagy Zsuzsa BEAC                                                                     | 2:05,9   | Zsilák Ilona Békéscsabai Dózsa                                                       | 2:12,8   | Kazi Valéria Bp. Vasas                                                                         | 2:16,2   |
| 4 × 100 m                      | Schleer Ildikó Pető Mária Kovács Annamária Lázár Éva Bp. Honvéd                      | 47,4     | Heldt Erzsébet Orbán Irén Bartos Lászlóné Kispál Jánosné Újpesti Dózsa               | 47,6     | G. Molnár Katalin Jónás Ildikó Kovács Katalin Tóth Mária MTK                                   | 49,2     |
| 4 × 200 m                      | Schleer Ildikó Pető Mária Lázár Éva Kovács Annamária Bp. Honvéd                      | 1:39,9   | Bartos Lászlóné Orbán Irén Kispál Jánosné Heldt Zsuzsa Újpesti Dózsa                 | 1:40,5   | G. Molnár Katalin Jónás Ildikó Kovács Katalin Tóth Mária MTK                                   | 1:45,1   |
| 3 × 800 m                      | Gyenei Katalin Zsilák Erzsébet Zsilák Ilona Békéscsabai Dózsa                        | 6:55,6   | Kazi Valéria Benedek Lászlóné Kovács Edit Bp. Vasas                                  | 7:03,6   | Farkas Olga Barna Ildikó Munkácsi Antónia Bp. Vasas Izzó                                       | 7:07,6   |
| 80 m gát                       | Kovács Annamária Bp. Honvéd                                                          | 11,3     | Pethő Margit Bp. Honvéd                                                              | 11,4     | Varga Judit TFSE                                                                               | 11,6     |
| magasugrás                     | Steitz Anna Bp. Honvéd                                                               | 165 cm   | Papp Margit Ormosbányai Bányász                                                      | 157 cm   | Zink Teréz TFSESzilas Éva Újpesti Dózsa                                                        | 152 cm   |
| távolugrás                     | Skultéty Eta Újpesti Dózsa                                                           | 600 cm   | Papp Margit Ormosbányai Bányász                                                      | 584 cm   | Köves Mária Pécsi Tanárképző                                                                   | 571 cm   |
| súlylökés                      | Bognár Judit Bp. Honvéd                                                              | 14,92 m  | Kontsek Jolán Újpesti Dózsa                                                          | 14,58 m  | Mikuss Judit Újpesti Dózsa                                                                     | 14,35 m  |
| diszkoszvetés                  | Kontsek Jolán Újpesti Dózsa                                                          | 54,22 m  | Stugner Judit Újpesti Dózsa                                                          | 52,84 m  | Rácz Mária Bp. Építők                                                                          | 46,90 m  |
| gerelyhajítás                  | Radnai Ágnes TFSE                                                                    | 53,50 m  | Antal Márta Bp. Vasas                                                                | 51,58 m  | Oó Erzsébet MAFC                                                                               | 50,48 m  |
| ötpróba július 2–3.            | Kovács Annamária Bp. Honvéd                                                          | 4459     | Császi Gizella Szolnoki MÁV                                                          | 4071     | Császi Katalin Szolnoki MÁV                                                                    | 4042     |
| mezei futás április 11.        | Nagy Katalin Bp. Spartacus                                                           | 4:34,2   | Zsilák Ilona Békéscsabai Dózsa                                                       | 4:35,6   | Tóth Mária MTK                                                                                 | 4:38,4   |
| csapat magasugrás              | Noszály Sándorné Kovács Annamária Paulányi Magda Schleer Ildikó Lázár Éva Bp. Honvéd | 152,0 cm | Bálint Edit Zuba Mária Gulyás Ágota Tűzkő Edit Budavári BEAC                         | 150,2 cm | Németh Angéla Hagyits Katalin Kocsondi Bene Piroska Kiss TFSE                                  | 147,2 cm |
| csapat távolugrás              | Boldizsár Piroska Varga Judit Hepp Judit Bene Piroska Kiskun Magda TFSE              | 524,8 cm | Kovács Annamária Nagy Erzsébet Mosonyi Annamária Lázár Éva Schleer Ildikó Bp. Honvéd | 517,2 cm | Kispál Jánosné Heldt Erzsébet Heldt Zsuzsa Somogyi Nándorné Czapalai Gyuláné Újpesti Dózsa     | 507,3 cm |
| csapat súlylökés               | Mikuss Judit Kontsek Jolán Stugner Judit Loidl Márta Sík Andrea Újpesti Dózsa        | 12,972 m | Bognár Judit Paulányi Magdolna Parázsó Júlia Miklós Dorottya Giber Vera Bp. Honvéd   | 12,448 m | Nagy Judit Németh Angéla Radnai Ágnes Roskoványi Ildikó Fraknói Dalma TFSE                     | 11,444 m |
| csapat diszkoszvetés           | Kontsek Jolán Stugner Judit Loidl Márta Mikuss Judit Boncz Piroska Újpesti Dózsa     | 44,172 m | Bognár Judit Czabán Dánielné Miklós Dorottya Parázsó Júlia Pintér Júlia Bp. Honvéd   | 39,196 m | Signoretti Ottóné Rockenbauer Imréné Ihász Antalné Pusztai Ildikó Búzás Júlia Bp. Vörös Meteor | 37,316 m |
| csapat gerelyhajítás           | Paulányi Magda Miklós Judit Giber Vera Miklós Dorottya Czabán Dánielné Bp. Honvéd    | 39,59 m  | Antal Márta Bp. Vasas                                                                | 39,39 m  | Radnai Ágnes Németh Angéla TFSE                                                                | 38,53 m  |
| csapat mezei futás április 11. | Zsilák Ilona Zsilák Erzsébet Gyenei Katalin Békéscsabai Dózsa                        | 15       | Kazi Valéria Korompai Éva Benedek Lászlóné Bp. Vasas                                 | 32       | Monspart Sarolta Korenchi Heimann Ildikó BEAC                                                  | 56 pont  |

### Magyar atlétikai csúcsok
- fedett p. n. 880 yard 2:08.6 Vcs. Nagy Zsuzsa Albuquerque 3. 5.
- 6 mérföld 27:23.8 Ecs. Mecser Lajos London 7. 8.
- 3000 m 7:51.2 ocs. Mecser Lajos London 5. 30.
- 5000 m 13:36.6 ocs. Mecser Lajos London 6. 22.
- 10 000 m 28:27.0 ocs. Mecser Lajos Budapest 8. 30.